# المنارة (شلمنقة)
المنارة (بالإسبانية: Almenara de Tormes) هي قرية وبلدية في مقاطعة شلمنقة في غرب إسبانيا ، وهي جزء من مجتمع الحكم الذاتي في قشتالة وليون . تقع على 18 كيلومتر (11 ميل) من مدينة شلمنقة ويبلغ عدد سكانها 249 نسمة. تغطي البلدية مساحة 19 كيلومتر مربع (7.3 ميل2). تبلغ مساحة القرية 782 متر (2,566 قدم) فوق مستوى سطح البحر والرمز البريدي هو 37115.